# Liste des intendants de la Flandre maritime
La Flandre maritime ou Flamingante n'est pas une généralité, c'est un département géré par un intendant dont le siège était à Dunkerque.
Les frontières du territoire de la Flandre maritime ont varié en fonction des conquêtes de Louis XIV et des limites qui ont été apportées par les différents traités. Lors de la cession de Dunkerque à la France par Charles II, une déclaration de novembre 1662 accordait de nombreux privilèges à la ville, dont celui de battre monnaie. La possession de Dunkerque et de son territoire par la France est confirmée par le traité d'Aix-la-Chapelle. Ils font alors partie de la Flandre maritime. Ce département a été administré par l'intendant d'Amiens jusqu'en 1667.
Le territoire de la Flandre maritime est considérablement réduit par le traité d'Utrecht qui est confirmé par le traité des Barrières en 1715. Le 9 octobre 1715, l'intendance de la Flandre Maritime fut supprimée et réunie à l'intendance de la généralité de Lille.
Les intendants de police, justice et finances sont créés en 1635 par un édit de Louis XIII, à la demande de Richelieu pour mieux contrôler l'administration locale.

## Liste des intendants de la Flandre maritime
| Date                           | Nom |
| ------------------------------ | --- |
| 1667 - 1672                    | Louis Robert (22 février 1636-8 juillet 1706) sieur de la Fortelle, il est le fils de Nicolas Robert et de Suzanne Choart fille de Philbert Choart et de Marie de Chauvelin, un cousin issu de germain des Le Tellier par les Chauvelin frère de l'abbé Robert, François Robert, abbé de Paimpont, conseiller au parlement de Paris, parent du chancelier Le Tellier Il a été intendant des troupes envoyées par Louis XIV à Candie en 1660. Il est nommé le 2" mars 1663 intendant de Nouvelle France mais ne vint pas à Québec à cause de l'obstruction de Colbert, puis de celles qui sont allées en Hongrie en 1664, de l'armée du maréchal d'Aumont en Flandre en 1667. Il est nommé intendant de Flandre maritime, d'abord domicilié à Bergues, puis, en 1669, à Dunkerque. Il est fait conseiller d'État par lettres-patentes du 22 septembre 1666. Il est intendant de l'armée du prince de Condé en Hollande pendant la campagne de 1672. Il est nommé intendant de toutes les places conquises sur les Hollandais, puis intendant de l'armée du maréchal de Luxembourg en 1678. Il exécuta les ordres de Louvois d'écraser les Hollandais de contributions. Nommé président de la Cour des comptes en 1679, il est revenu à Paris très riche de cette campagne en pays conquis mais il perdit sa fortune au jeu. Il aurait perdu 100 000 livres au profit du duc de Lauzun en une seule nuit. La Bruyère en fait le portrait dans Les Caractères dans le chapitre Des biens de fortune : «Mille gens se ruinent au jeu, et vous disent froidement qu'ils ne sauraient se passer de jouer : quelle excuse !...». Louis Robert doit vendre sa charge de président de la Cour des comptes pour rembourser ses dettes après la parution du livre. Il reste en fonction à la Chambre des comptes de Paris. |
| 1672 - 1680                    | Denis Le Boistel de Chatignonville commissaire de l'Extraordinaire des guerres |
| décembre 1680 - 9 janvier 1699 | François Demadrys (ou de Madrys ou Demadry) (1649-9 janvier 1699) prévôt de Kaysersberg le 3 mai 1678. Il est reçu chevalier d'honneur au parlement de Metz, dignité créée par l'édit de novembre 1661. Il était intendant à Charleville quand il fut nommé en 1680 à Dunkerque en qualité d'intendant de justice, police, finances et des troupes en Flandre au département de Dunkerque et d'Ypres. En 1688, Il reçoit la charge de grand bailli d'Ensisheim vacante depuis la mort de son père. Un édit d'août 1687 confirma la possession et la jouissance des offices de grand bailli d'Ensisheim et de prévôt de Kaysersberg. Il décéda dans sa maison particulière, avant la fin de la construction de l'hôtel de l'Intendance. |
| 1699 - 7 septembre 1705        | Charles-Honoré Barentin ( -7 septembre 1705) fils aîné de Jacques-Honoré Barentin (1625-1689), intendant à Poitiers et intendant à Limoges (1665-1669) maître des requêtes ordinaire de l'Hôtel du roi. Il meurt accidentellement à Ypres |
| 1705 - juin 1708               | Charles-Étienne Maignart de Bernières (1667-1717) conseiller au Grand Conseil en 1690, maître des requêtes en 1694, il est intendant de Hainaut en 1698, appelé à 'intendance de Flandre maritime après la mort de Charles-Honoré Barentin, puis intendant à Lille en remplacement de Dreux-Louis Dugué de Bagnols qui prenant sa retraite |
| 1708 - 1716                    | Claude-Louis Le Blanc (1669-1728) conseiller au parlement de Metz en 1694, maître des requêtes en 1697, intendant d'Auvergne en 1704. Il quitte l'intendance de Flandre après sa réunion à celle de Flandre wallonne, et devient conseiller au conseil de guerre en 1716 et maître des requêtes honoraire la même année. Il est nommé secrétaire d'État à la Guerre en 1718, disgracié en 1723, réhabilité et rappelé en 1726, mort en poste. |